# Съюз (Американска гражданска война)
Вижте пояснителната страница за други значения на Съюз.
По време на Американската гражданска война Съюзът е название, използвано за федералното правителство на Съединените щати, подкрепяно от двадесет свободни щата и пет гранични робски щата. На него се противопостяват 11 южни робски щата, декларирали отделяне и образуване на Конфедерация. Въпреки че Съюзът включва западните щати Калифорния, Орегон и Невада, както и други щати, считани за част от Средния запад, Съюзът е наричан „Северът“ – и тогава, и в наши дни.
Щатите от Съюза са:
- Айова
- Делауеър
- Илинойс
- Индиана
- Калифорния
- Канзас
- Кентъки
- Кънектикът
- Мейн
- Мериленд
- Масачузетс
- Мичиган
- Минесота
- Мисури
- Невада
- Ню Хемпшир
- Ню Йорк
- Ню Джърси
- Охайо
- Орегон
- Пенсилвания
- Роуд Айлънд
- Върмонт
- Западна Вирджиния*
- Уисконсин

Канзас се присеъединява към Съюза на 29 януари 1861 г., след началото на кризата, но преди атаката срещу форт Съмтър. Западна Вирджиния се отделя от Вирджиния и става част от Съюза по време на войната на 20 юни 1863 г. Невада се присъединява към Съюза на 31 октомври 1864.